# 伦理学的起源和发展
《伦理学的起源和发展》（英語：Ethics: Origin and Development）是彼得·阿列克谢耶维奇·克鲁泡特金所著的一本书，发表于他去世后的1921年。在这本书里，克鲁泡特金延续了《互助论：进化的一个要素》的一些论点并进行了进一步的论述。这本书于1928年9月被巴金译至中文，当时名为《人生哲学：其起源及其发展》。巴金也是在翻译该书时取了克鲁泡特金的金字作为笔名。1940年巴金自行易书名为《倫理學的起源和發展》。

## 扩展阅读
- Barnes, Harry Elmer. . Social Forces. 1925, 4 (1): 195–202. ISSN 0037-7732. JSTOR 3004410. doi:10.2307/3004410.
- Boas, George. . The Journal of Philosophy. 1925, 22 (9): 245–248. ISSN 0022-362X. JSTOR 2014407. doi:10.2307/2014407.
- Hendel, Charles W. . The Philosophical Review. 1926, 35 (2): 182–187. ISSN 0031-8108. JSTOR 2179178. doi:10.2307/2179178.
- Sabine, George H. . International Journal of Ethics. 1926, 36 (2): 205–207. ISSN 1526-422X. JSTOR 2377250. doi:10.1086/intejethi.36.2.2377250.